# Calamagrostis glacialis
Calamagrostis glacialis là một loài thực vật có hoa trong họ Hòa thảo. Loài này được (Wedd.) Hitchc. mô tả khoa học đầu tiên năm 1927.